# Buschberghütte
Die Buschberghütte ist eine Schutzhütte der Sektion Mistelbach des Österreichischen Alpenvereins (ÖAV). Sie liegt auf 480 m ü. A. am Buschberg in den Leiser Bergen.

## Geschichte
Die Hütte wurde ab 1934 errichtet und am 23. Juni 1935 eröffnet. In den Jahren 1956/57 erfolgte der Anbau einer Küche und im Jahr 1966 fand eine weitere Vergrößerung der Hütte statt.

## Zustieg
Vom Bahnhof Ernstbrunn beträgt die Gehzeit ca. 2,5 Stunden.

## Wanderungen
- Oberleis, Gehzeit ca. 1 Stunde
- Mistelbach, Gehzeit ca. 4 Stunden
- Langenzersdorf, Gehzeit ca. 8 Stunden